# Колледж Черчилля (Кембридж)
Колледж Черчилля (англ. Churchill College) — один из колледжей Кембриджского университета.
В 1958 году при поддержке Уинстона Черчилля, ставшего председателем попечительского совета, было принято решение о создании и постройки нового колледжа на 540 студентов и 60 стипендиатов. Королевская хартия и Устав нового учебного заведения были одобрены Елизаветой II в августе 1960 года. Колледж расположен вдалеке от центра города на окраине Кембриджа, но недалеко от новой зоны развития университета (в которой сейчас находится Центр математических наук). Площадь занимаемой колледжем территории составляет 16 га (0,16 км²), что делает его самым большим среди колледжей Кембриджа. Колледж Черчилля, куда изначально принимали только студентов-мужчин, одним из первых был реорганизован в смешанный в 1972 году.
Девиз колледжа «Вперед» (англ. Forward) взят из заключительной фразы первого выступления Черчилля в Палате общин в качестве Премьер-министра: знаменитая речь «Кровь, пот и слёзы» заканчивалась словами «Давайте пойдем вперед все вместе, объединив свои силы» (англ. Come then, let us go forward together with our united strength).

## История
Во время отдыха на Сицилии в 1955 году, Черчилль, вскоре после отставки в качестве премьер-министра, обсуждал с сэром Джоком Колвиллом (англ. Jock Colville) и лордом Черуэллом (англ. Frederick Lindemann, 1st Viscount Cherwell) возможность создания нового института. Черчилль был впечатлён Массачусетским технологическим институтом и хотел создать его британскую версию, но эти планы были переработаны в более скромное предложение: создать научно-технический центр на базе Кембриджского университета.
Первые аспиранты приступили к обучению в 1960 году, а через год и первые студенты. Полноценный статус был получен колледжем в 1966 году. После 1972 года начали принимать женщин-студентов.
В 1979 году у Кембриджского университета появилась собственная радиостанция (англ. Cam FM), трансляция эфира которой проходила из колледжа Черчилля по 2011 года.

## Мастера
Ректорские обязанности выполняют Мастера. За время существования колледжа их было 7:
- 1959—1967: Джон Кокрофт (англ. John Douglas Cockcroft)
- 1968—1983: Уильям Готорн (англ. William Hawthorne)
- 1983—1990: Герман Бонди (англ. Hermann Bondi)
- 1990—1996: Алек Броерс (англ. Alec Broers)
- 1996—2006: Джон Бойд (англ. John Boyd)
- 1968—1983: Дэвид Уоллес (англ. David Wallace)
- 2014 — настоящее время: Афина Дональд (англ. Athene Donald)

## Известные преподаватели и фелло
- Раймонд Аллчин (1923—2010), археолог, культуролог, преподаватель Кембриджа, с 1963 года действительный член колледжа.
- Могенс Херман Хансен (р. 1940), датский антиковед, один из крупнейших мировых специалистов по афинскому народному собранию.
- Саймон Уайт (р. 1951), астрофизик, занимался в колледже исследованиями с 1978 по 1980 годы.

## Известные выпускники и студенты
- Энтони Аткинсон (1944—2017), экономист, создатель индекса Аткинсона.
- Майкл Грин (р. 1946), профессор Клэр Холла.
- Тим Ингольд (р. 1948), британский антрополог.
- Бьёрн Страуструп (р. 1950), программист, автор языка программирования C++.
- Роджер Тсиен (1952—2016), американский химик.
- Стивен Твиди (р. 1969), инженер-программист, известный своей работой над ядром Linux.
- Ян Джексон, автор свободного программного обеспечения и разработчик Debian.
- Эндрю Паркер (р. 1962), генеральный директор Службы безопасности Великобритании с апреля 2013 года.
- Гилад Цукерман (p. 1971), лингвист.

Колледж Черчилля
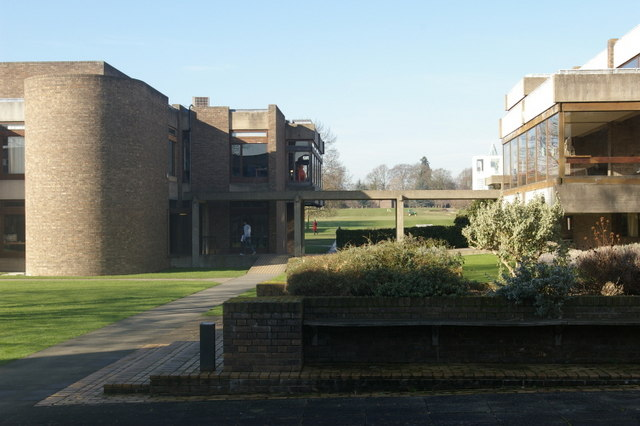
Библиотека (слева) и столовая (справа)
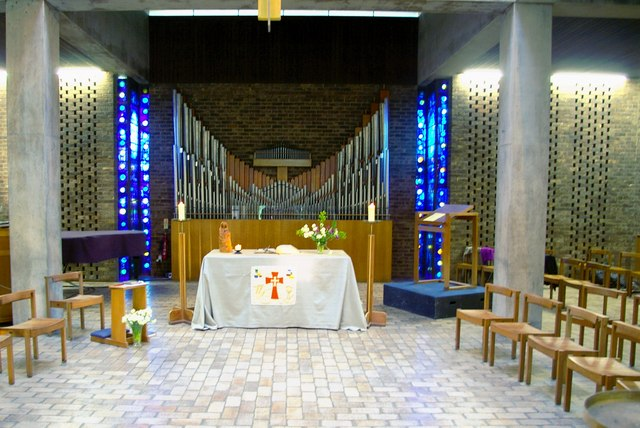
Часовня
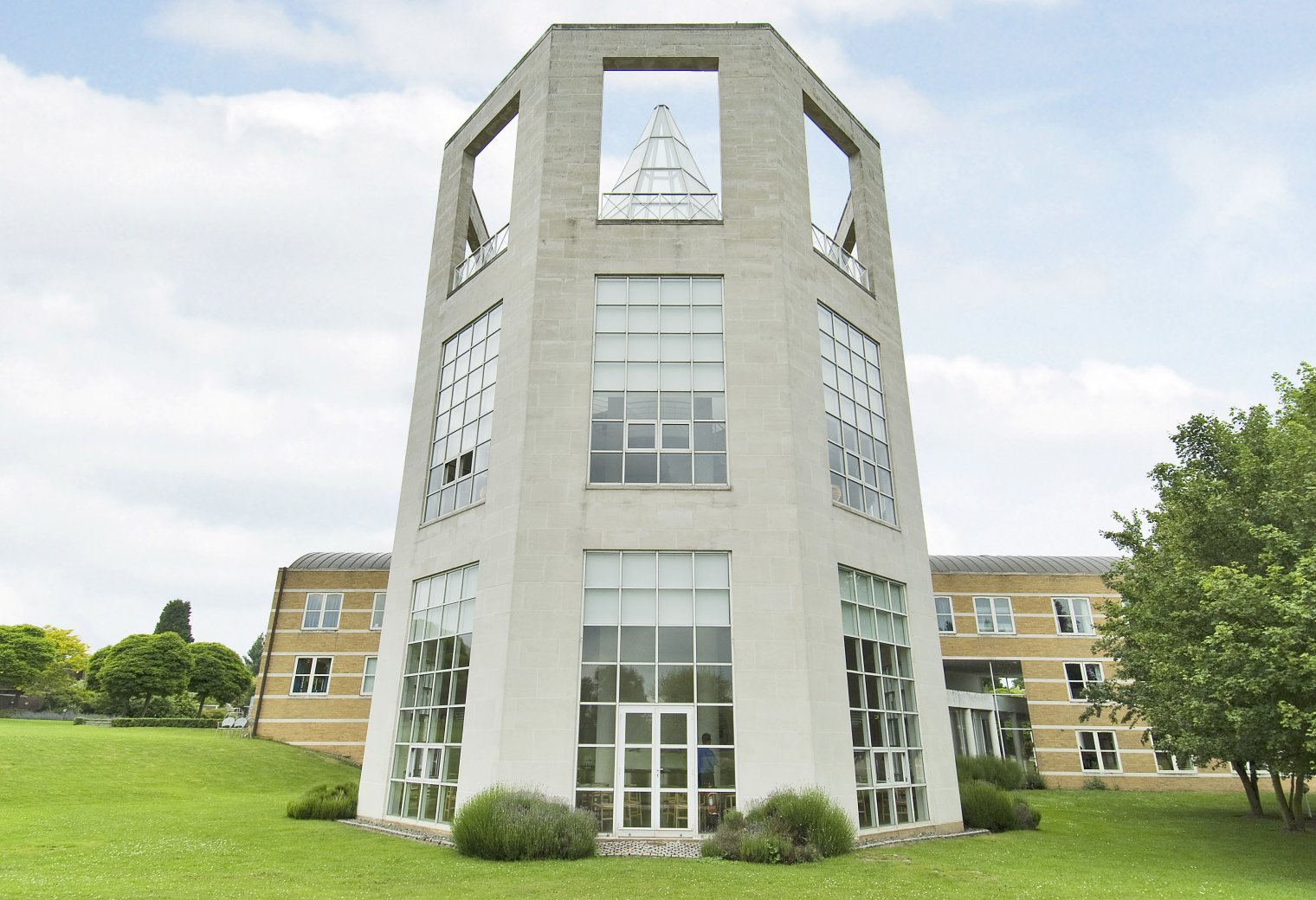
Центр Моллера
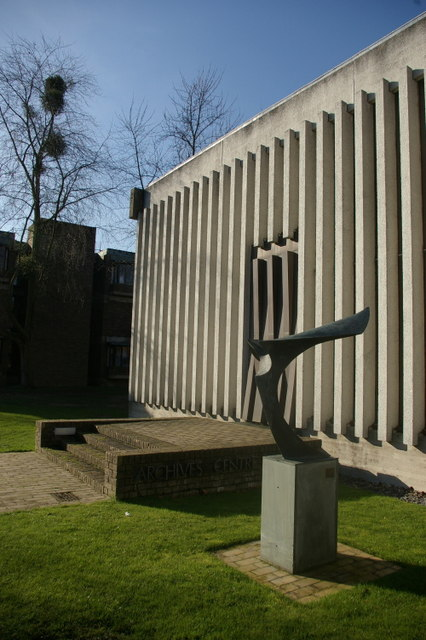
Архив